# الیکس (آرکانزاس)
الیکس، ارکانساس (به انگلیسی: Alix, Arkansas) یک منطقهٔ مسکونی در ایالات متحده آمریکا است که در آرکانزاس واقع شده‌است.

## خصوصیات
الیکس ۱۲۳٫۱۴ متر بالاتر از سطح دریا واقع شده‌است.